# ريني كوالي
ريني كوالي (بالإنجليزية: Rainey Qualley) (مواليد 11 مارس 1990) هي ممثلة ومغنية أمريكية. ابنة الممثلة آندي ماكدويل وشقيقة الممثلة مارغريت كوالي. اشتهرت بموسيقاها التي تطلقها تحت اسم رينفورد.

## حياتها المبكرة
ولدت ريني في 11 مارس 1990 في مدينة نيويورك لكنها نشأت في ولاية كارولينا الشمالية. هي ابنة الممثلة آندي ماكدويل والموسيقي والمقاول والمزارع بول كوالي. لديها شقيقان جاستن و مارغريت كوالي.